# Puyi
Aisin Gioro Puyi eller Pu Yi (kinesiska: 溥儀, Pǔyí), född 7 februari 1906 i Peking, död 17 oktober 1967 i Peking, var Qingdynastins och Kinas siste kejsare.

## Qingdynastins siste kejsare
Puyi regerade från 2 december 1908 under sin far Zaifengs förmyndarregering och hans regeringstitel Xuantong (kinesiska: 宣統), vilken han också är känd under, kungjordes på det kinesiska nyåret den 22 januari 1909. 
Efter Xinhairevolutionen tvingades Puyi abdikera den 12 februari 1912 och avstå från sina anspråk på att vara Kinas kejsare, men behöll nominellt sin titel som Qing-dynastins kejsare och överhuvud över kejsarklanen Aisin Gioro fram till 5 november 1924, då krigsherren Feng Yuxiang fördrev honom från Förbjudna staden. Åren 1925–1931 fann han sin tillflyktsort i de utländska koncessionerna i fördragshamnen Tianjin.

## Regent i Manchukuo

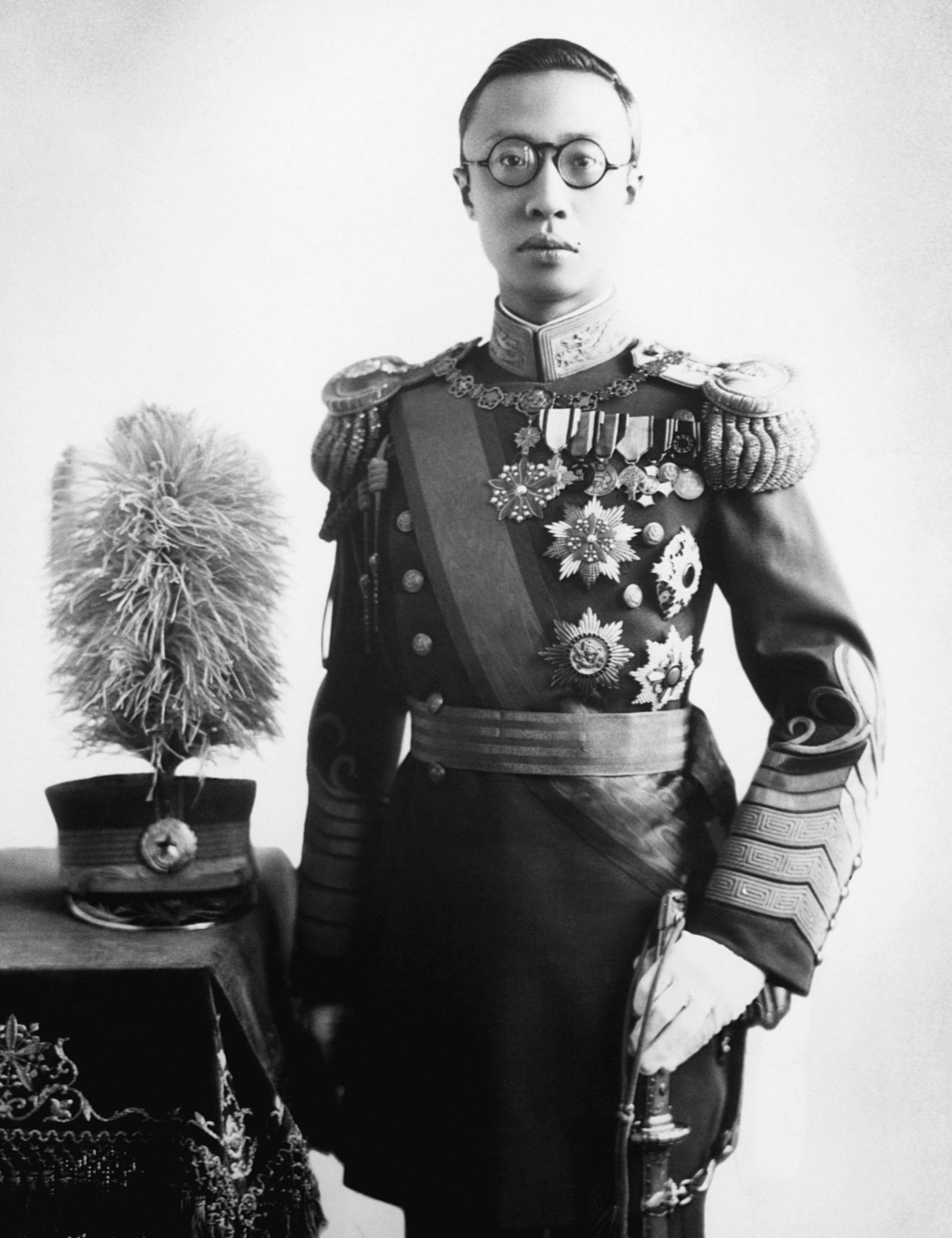
Pu Yi som kejsare av Manchukuo

Efter Japans ockupation av Manchuriet i september 1931 vände sig den japanska ockupationsmakten till Puyi för att övertala honom att bli formellt statsöverhuvud över den japanska marionettstaten Manchukuo. Efter utdragna förhandlingar smugglades han ut ur Tianjin och fördes till Lüshun. Den 9 mars 1932 antog han formellt titeln "regeringschef" över Manchukuo och den 1 mars 1934 utropades han till kejsar Kangde (康德皇帝), en titel han behöll till krigsslutet den 15 augusti 1945. Efter Japans kapitulation hamnade han först i sovjetisk fångenskap 1945–1950 och sedan i kinesisk 1950–1960 innan han släpptes.
Puyis kejsargemål var Wanrong (klannamn: Gobulo) och han hade flera konkubiner jämte henne. Dock erkändes endast hon som gemål av Folkrepubliken Kina (men då var hon sedan länge avliden).

## Senare liv och död
Efter att Puyi genomgått omskolning började han arbeta som trädgårdsmästare och gifte om sig med en sjuksköterska. 1964 blev han medlem i Kinesiska folkets politiskt rådgivande konferens, vilket han förblev fram till sin död.
Puyi avled av cancer 1967 i Peking. Han begravdes som en vanlig medborgare vid berget Babao nordväst om Peking och saknar därför det traditionella begravningsnamnet som alla tidigare kejsare hade. 1995 flyttades Pu Yis aska till Västra Qinggravarna.
Utanför Kina är Puyi i dag antagligen mest känd genom Bernardo Bertoluccis film Den siste kejsaren från 1987, som baserades på Puyis (spökskrivna) självbiografi.

## Utmärkelser
- Orkidéblommans orden
- Annunziataorden
- Sankt Mauritius och Sankt Lazarusorden
- Uppgående solens orden
- Lysande drakens orden
- Gynnsamma molnens orden
- Kedja av Krysantemumorden

[Redigera Wikidata]